# Михайличенко, Андрей Петрович
Андрей Петрович Михайличенко (1900 года, Воробьёвка, Астраханская губерния, Российская империя — 1981 года) — чабан, Герой Социалистического Труда (1950).

## Биография
Родился в 1900 году в селе Воробьёвка Астраханской губернии (сегодня — Приютненский район Калмыкии). Участвовал в Гражданской войне. В 1929 году вступил в колхоз имени Будённого Яшалтинского улуса Калмыцкой автономной области (позднее — колхоз «Дружба» Приютненского района Калмыцкой АССР). В 1942 году ушёл на фронт. После демобилизации в 1945 году возвратился в родной колхоз, где продолжил работу чабаном. Был назначен старшим чабаном. За выдающиеся достижения в трудовой деятельности был награждён в 1949 году Орденом Ленина.
За достигнутые успехи в развитии живоноводства был удостоен в 1950 году звания Героя Социалистического Труда.

## Память
- В Элисте на Аллее героев установлен барельеф Андрея Михайличенко.

## Награды
- Орден Ленина — награждён 2 сентября 1949 года;
- Герой Социалистического Труда — указом Президиума Верховного Совета СССР от 2 октября 1950 года;
- Орден Ленина (1950);